# Schistura samantica
Schistura samantica är en fiskart som först beskrevs av Banarescu och Nalbant, 1978.  Schistura samantica ingår i släktet Schistura och familjen grönlingsfiskar. IUCN kategoriserar arten globalt som starkt hotad. Inga underarter finns listade i Catalogue of Life.